# Chris Burney
Chris Burney, även känd som Christopher van Malmsteen, född 25 maj 1969 i Wichita County, Texas, är gitarrist och sångare i poppunkbandet Bowling for Soup.